# Кеды (группа)
«Кеды» (официальное название Kedbl) — российская рок-группа, образованная в 1999 году в Москве. Лидер и автор большинства песен — гитарист и вокалист Славец.
Несмотря на то, что некоторые из песен были написаны ещё в середине 1980-х годов, участники решили считать днём основания группы 15 июня 1999 года: именно тогда заработал официальный сайт группы.

## История
В 1999 году Вячеслав Качин (известный в московской рок-сцене под псевдонимом Славец), музыкант группы «КиТ», познакомился с бывшим участником «На-на» Владимиром Лёвкиным. Качин продемонстрировал Лёвкину материал, который создавал с 1980-х годов. После прослушивания песен Лёвкин согласился стать вокалистом нового проекта.
Первоначально группа получила название «Kedbl — Встреч», которое впоследствии было сокращено до «Kedbl».
Первыми музыкантами группы стали: В. Лёвкин (вокал), В. Качин (гитара, бас-гитара), Д. Орлов (саксофон, флейта). В 2000 году в группу приглашаются барабанщик А. Савельев мл. (впоследствии участник многих известных коллективов, в том числе группы Green Town, мюзикла We will rock you) и бас-гитарист С. Крынский (впоследствии участник проектов «СерьГа», Мара и др.).
В данном составе был записан дебютный альбом «FLOМАСТЕРОМ».
В том же году снимается первый клип на песню «Р´ыбалька», который запускается в ротацию канала MTV Россия. По результатам года ролик занимает 22 место в чарте 100 лучших клипов. Клип транслировался на каналах ДТВ, Ren-TV, 7ТВ, а сама песня звучала на радиостанции Наше радио, получив 80 % голосов слушателей в рейтинге.
Отработав гастрольную программу по городам России и Украины, Kedbl приступают к записи второго альбома, который был сведён к началу 2002 года. В качестве выпускающего лейбла была выбрана компания ФГ Никитин.
Песни из альбома «ZAПАНКИ» («Одноклассница», «Новогодняя» и «Я не знаю как») входят в различные сборники российских песенных хитов. Видеоклип на песню «Одноклассница» транслируется на ведущих телеканалах (MTV Россия, Муз-ТВ, ДТВ, 7ТВ и др.) и 6 недель держится на первом месте в хит-параде Biz-tv Украина.
В ноябре 2002 года группу покидает барабанщик А. Савельев, на место которого приходит Сергей Поляков, известный среди музыкантов под именем Санджи (участник коллектива певицы Мары, группы «СерьГа» и др.).
Группа продолжает концертную деятельность. Снимается клип на песню «Новогодняя».
Зимой 2003 года тяжело заболевает вокалист В. Лёвкин. Музыканты С. Крынский и С. Поляков, получив приглашение от продюсера Д. Гройсмана, уходят из группы в коллектив певицы Мары.
К этому времени группа Kedbl отработала более ста концертов, приняв участие в фестивалях «Рок против наркотиков», «Рок-Экстрим», «MTV-Party», «Звуковая дорожка МК», «Рок в защиту детей», «Рок против СПИДа», «До 16 и старше», «Антипопс» и др.
Славец приглашает в Kedbl своего старого друга барабанщика Павла Зюзина — Палика (участника коллектива И. Куприянова, групп «Телефон», «Вита» и др.). Вдвоём они записывают материал для нового альбома, который передают американскому продюсеру Дж. Финну. Ведутся переговоры о совместном концертном туре с Blink-182, которую в то время продвигал Финн, но выступление срывается, поскольку продюсер покидает группу.
Ненадолго к музыкантам примыкает В. Мерцалов (Малой), который выполняет функции бас-гитариста и бэк-вокалиста. Затем его сменяет А. Кудрявцев (участник групп «Индикатор Рыбы», «ВдрызгВиола»). Позже в составе группы появляется В. Михайлов, он же Сакс (участник групп «Коррозия Металла», «Дубль-1»). Kedbl продолжают выступать с концертами, параллельно записывая материал для третьего альбома. С помощью известного российского клипмейкера А. Солохи снимается клип на песню «Пошли все на…», мультипликационный клип на песню «Молодой автобус» (режиссёр Л.Залесский).
Окончание года знаменуется выпуском большого тиража сувенирной продукции с символикой группы: плакаты-календари, карманные календарики, майки, значки, бейсболки и пр.
В 2005 году продюсером группы становится продюсер и директор группы НАИВ Д. Хакимов, более известный как Snake. C его помощью на Moroz Records Kedbl выпускают альбом «40 УКОЛОВ», презентация которого прошла 21 мая 2005 года.
Выходит DVD группы, на котором собраны видеоматериалы с концертных выступлений.
Осенью 2005 года группу покидает А. Кудрявцев. 4-й альбом записывается в малом составе.
Весной 2006 года снимается клип на песню «Такие дела» (режиссёр В.Сыч). Ролик запускается в ротацию ведущих общероссийских и 120-и региональных телеканалов, входит в десятку хит-парадов на каналах Муз-ТВ и A-ONE.
Через год из группы уходит В. Михайлов, и на его место ненадолго в коллектив вливается Сергей Тимофеев — Прапор (участник коллектива И. Куприянова, группы Аракс). В 2007 году его сменяет вернувшийся в Kedbl С. Крынский.
Зимой 2008 года происходит смена состава, и в группу приходят новые музыканты Д. Клочков (вокал-бас) и А. Пыльнов (ударные).
Летом 2008 года Kedbl приступили к записи своего нового альбома, который получает название «Validol», пластинка выходит осенью 2009 года. Также снимается новое видео на песню «Пока» (клип находится в ротации телеканалов A-ONE и О2ТВ). Kedbl продолжают свою активную гастрольную деятельность и работают над новым альбомом, выпуск которого планируется на осень 2012 года. В 2011 году в группу приходит барабанщик А. Кононов, а А. Пыльнов (сотрудничавший также с группой Kaizen) уезжает работать в Казахстан с группой «Motor-Roller». В 2012 году В. Качин собирает старый состав группы (В. Качин — гитара, вокал; П. Зюзин — барабаны, программное обеспечение; В. Михайлов — бас, вокал). Группа приступает к работе над своим седьмым альбомом и новой концертной программой.

## Состав группы
- Славец — гитара, вокал (c 1999)
- Палик — ударные (с 2003)
- Вадим «Сакс» Михайлов — бас-гитара, вокал (с 2005)

## Дискография

### Альбомы
- Фломастером (2001)
- ZAпанки (2002)
- 40 уколов (2005)
- Боль-Серебро (2006)
- Вдох-Выдох (2007)
- Валидол (2009)

## Видеоклипы
- Рыбалка (2001)
- Одноклассница (2001)
- Новогодняя (2001)
- Пошли все на (2004)
- Молодой автобус (2004)
- Такие дела (2006)
- Рыбалка-2 (2007)
- 2 серьги (2007)
- Пока (2009)

## Трибьюты
- Сектор Газа — Богатые тоже плачут
- НАИВ — Я ложусь спать
- Ramones — I Makin' Monsters For My Friends